# Kenan (Bibel)
Kenan (hebräisch קֵינָן) ist der Name zweier biblischer Gestalten im Alten Testament. Der Name beinhaltet denselben Wortstamm wie Kain, die Deutung als „Schmied“ stellt jedoch nur eine Volksetymologie dar.

## Kenan, Sohn des Enosch
Kenan ist der älteste Sohn des Enosch und Enkel des Set. Laut Gen 5,9–14  war sein Vater 90 Jahre alt, als er ihn zeugte. Er selbst wurde hingegen im Alter von 70 Jahren zum ersten Mal Vater. Er nannte seinen ältesten Sohn Mahalalel. Anschließend soll er noch 840 Jahre gelebt haben und viele weitere Söhne und Töchter gehabt haben. Kenan starb somit im Alter von 910 Jahren.
Kenan findet Erwähnung im Stammbaum Jesu in Lk 3,37 .

## Kenan (Septuaginta)
In der Septuaginta ist Kenan (griechisch Καϊνάν Kainan) der Sohn Arpachschads und der Vater Schelachs, somit wird zwischen Arpakschad und Schelach eine weitere Generation eingefügt. Dabei folgt sie dem Buch der Jubiläen, in dem Kenan (8,1) ebenfalls erwähnt wird.
Der Stammbaum Jesu nimmt auf die Septuaginta Bezug, sodass Kenan in Lk 3,36  erwähnt wird.